# Wolf Vostell

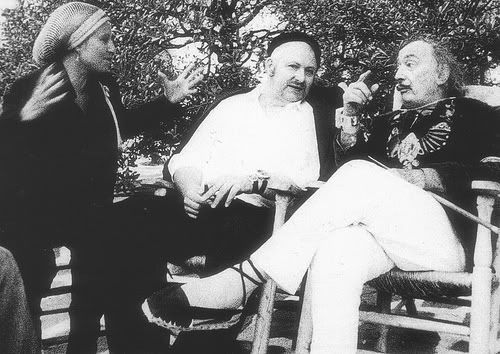
Mercedes Guardado, Wolf Vostell y Salvador Dalí, 1978 en Portlligat

Wolf Vostell (Leverkusen, República de Weimar, 14 de octubre de 1932-Berlín, Alemania, 3 de abril de 1998) fue un artista alemán de los más representativos de la segunda mitad del siglo XX, que trabajó con varios medios y técnicas como la pintura, la escultura, la instalación, el décollage, el videoarte, el happening y el fluxus.

## Biografía
Vostell nació el 14 de octubre de 1932 en la ciudad alemana de Leverkusen, en la región de Renania. Su padre Hubert Schäfer era revisor de ferrocarril y su madre Regina ama de casa. En 1939 la familia se trasladó a la ciudad Chomutov en Checoslovaquia. En 1945, tras la capitulación de Alemania, Vostell tenía 12 años, regresó acompañado por sus padres y su hermana a Leverkusen. Una experiencia fundamental en su vida, puesto que hubo de hacerlo andando, y en lo que duró el viaje, fue testigo de los devastadores efectos de la contienda en ciudades como Praga, Dresde o Kassel. Además, los terribles efectos del Holocausto le marcarían profundamente, siendo uno de los temas recurrentes de su obra, como lo demuestra el cuadro Shoah de 1997. En el colegio entre 1945 y 1950 ya dibujaba con acuarela y tinta china.
Realizó sus primeros estudios sobre arte en Colonia, en los campos de pintura, fotografía y litografía, y después en la academia de Wuppertal, en pintura libre y tipografía experimental. En el año 1953, creó obras como Corea, Corea Masacre, Das Paar (La pareja), Familie (Familia), Flugzeug (Avión) y Kriegskreuzigung (Crucifixión de guerra) y empezó a trabajar con óleo sobre lienzo en obras como Kriegskreuzigung II (Crucifixión de guerra II). En estas obras, Wolf Vostell comienza a reflejar los desastres producidos por la Segunda Guerra Mundial.
En 1955 dibujó con tinta china un ciclo de ilustraciones para el cuento de hadas La maravillosa historia de Peter Schlemihl de Adelbert von Chamisso.
En su primer viaje a París en 1954, y recogiendo un titular del periódico Le Figaro que le llamó la atención, acuñó el término décollage, que distinguió del collage tradicional y su yuxtaposición creativa de elementos, relacionándolo con la traducción literal de la palabra francesa de la que derivaba: desprender, separar dos cosas pegadas o deshacer. Aplicó el nuevo término a los cuadros Dé-coll/age, que incluían jirones de carteles, fotografías emborronadas y objetos. Tanto sus obras materiales como los happenings, estaban impulsadas por un mismo principio, la estética de la destrucción, que pretendía recoger el carácter negativo y agresivo del mundo contemporáneo. En 1955, se trasladó a París para estudiar pintura, y grabado en la Escuela Superior Nacional de Bellas Artes y empezó a trabajar como asistente del cartelista Cassandre. Después, entraría en la Academia de Bellas Artes de Düsseldorf. Por entonces ya había demostrado su interés por artistas como Goya, Bruegel, Zurbarán, El Bosco o Fernand Léger y había consagrado parte de su tiempo a la obra del psicólogo Carl Jung.
En 1958, viaja a España; primero a Madrid, para visitar el Museo del Prado, y luego a Guadalupe, (Cáceres), para estudiar a fondo la obra de Zurbarán. Allí conoce a Mercedes Guardado, con quien se casará meses más tarde. La compenetración artística de ambos esposos hará que Vostell se sienta muy vinculado con España, en especial con Extremadura.
Desde los años 50, Vostell refleja la política y las desastrosas consecuencias de las guerras en sus obras. En 1958, creó la instalación La habitación negra, que refleja el Holocausto. Con Miss Vietnam, un emborronado y un happening con el mismo título, muestra en 1968 el infierno de la guerra de Vietnam. El asesinato de John F. Kennedy y muchos otros acontecimientos políticos aparecen reflejados en las obras de Vostell. En un amplio ciclo de obras, el artista documenta la caída del Muro de Berlín en 1989. El tríptico 9 de noviembre de 1989 y el ciclo La Caída del Muro de Berlín son dos ejemplos de este ciclo.
Con la instalación 6 TV Dé-coll/age del año 1963 Vostell se convierte en pionero de la instalación y con su video Sun in your head  (Sol en tu cabeza) también de 1963, en pionero del Videoarte. En 1958 crea El teatro está en la calle en París, que es el primer happening europeo y en 1961 Cityrama es el primer happening en Alemania.

## Malpartida de Cáceres y Los Barruecos
Vostell conoce en 1974, acompañado por su esposa la extremeña Mercedes Guardado, Malpartida de Cáceres y Los Barruecos un magnífico paraje, declarado en 1996 Monumento Natural.
Desde aquel momento, concibió la idea de crear aquí un museo, inconfundible e innovador, como expresión del arte de vanguardia, un lugar de encuentro de la Vida, del Arte y la Naturaleza. En 1976 funda Wolf Vostell el Museo Vostell-Malpartida (MVM) que desde 1994 está gestionado por la Junta de Extremadura. En el año 2005 la Junta de Extremadura incorpora el Archivo Vostell al Museo Vostell Malpartida para que esté a disposición de investigadores y estudiosos.
En 1992 la ciudad de Colonia recibe una gran retrospectiva de la obra de Wolf Vostell, que se reparte en 6 museos diferentes de la región. Los museos que presentaban la retrospectiva fueron el Stadtmuseum Köln, Kunsthalle Köln, Rheinisches Landesmuseum Bonn, Kunsthalle Mannheim, Museum Morsbroich Leverkusen y Städtisches Museum Mülheim Ruhr. David Vostell realiza una película documental con el título Vostell 60 - Rückblick 92 sobre esta retrospectiva.

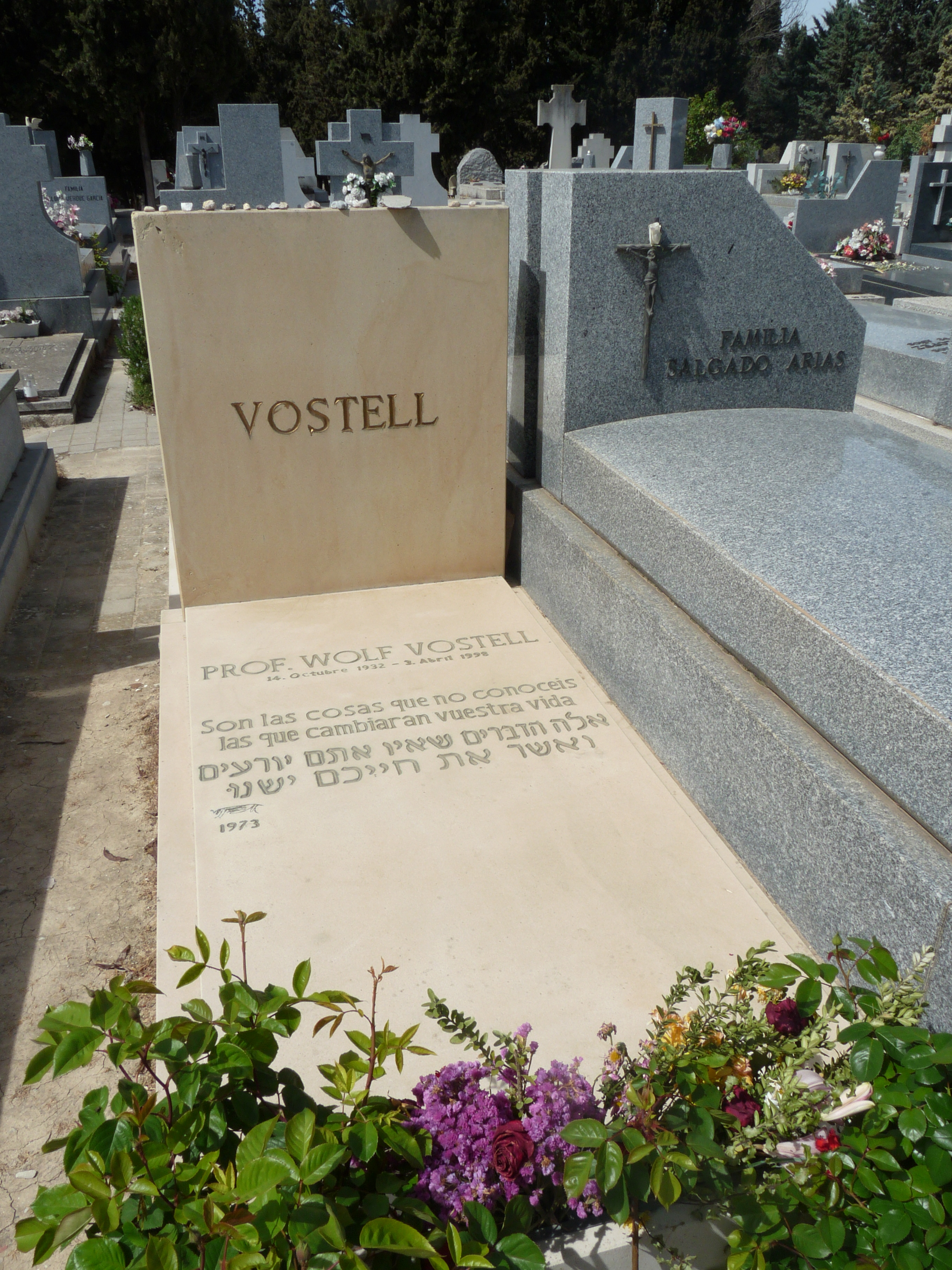
Tumba de Wolf Vostell en el cementerio civil de Madrid

En su estudio de Malpartida de Cáceres desarrolló, a lo largo de los años 80 y 90, tauromaquias; cuadros y dibujos de tamaños distintos que muestran toros mayormente sangrando o cabezas de toros y cuerpos deformados. Combinó de nuevo la pintura con objetos: piezas de coches, bombillas o navajas. Vostell sólo ha trabajado el tema de la tauromaquia en España.
Vostell no quiso mostrar con su manera de vestir que era judío, tampoco tenía ancestros judíos. Él quiso recordar con su aspecto el sufrimiento de los judíos en la historia e identificarse con los judíos de esta forma.
Desde los años 80 hasta su fallecimiento en 1998 su trabajo se centra fundamentalmente en la pintura. Cuadros de gran formato y dibujos en los que aplica el hormigón como material pictórico.

Vostell fallece de insuficiencia cardíaca. Su tumba se encuentra en el Cementerio Civil de Madrid de la Almudena. En su epitafio, escrito en español y hebreo, se puede leer: 
Son las cosas que no conocéis las que cambiarán vuestra vida [sic]
En 2011, su viuda, Mercedes Guardado, publica el libro Mi vida con Vostell, un artista de vanguardia, un relato íntimo de su trayectoria desde que se conocieron en 1958 hasta su fallecimiento en 1998.

## Dé-coll/age y emborronado
Desde 1954 Vostell realizó obras con la técnica dé-coll/age en diferentes tamaños con títulos como Rue de Buci, Ceres las dos de 1960, Coca-Cola, Wochenspiegel Beatles y Ihr Kandidat de 1961. En la década de los 60 ,Wolf Vostell también practicó la técnica del emborronado. Con una mezcla de disolvente y cloruro de carbono empieza a emborronar fotos de revistas. La serie Kleenex de 1962 o cuadros de mayor tamaño, como Kennedy vor Corham de 1964, Goethe heute de 1967 y Miss America de 1968, son ejemplos de emborronados. Además combinó la técnica dé-coll/age con el emborronado en obras como Jayne Mainsfield de 1962, Marilyn Monroe Ídolo de 1963 o Hours of fun de 1968.

## Televisión
En 1958 Vostell creó la La habitación negra, una instalación de tres piezas presentada dentro de una habitación con paredes pintadas de negro, en la que Wolf Vostell incorporó por primera vez un televisor a una obra. Esas tres piezas son Deutscher Ausblick (Vista Alemana), Treblinka (Treblinka) y Auschwitz Scheinwerfer (Foco de Auschwitz 568). En el mismo año viajó por primera vez a Cáceres, donde realizó las obras Transmigración, I-III, con televisores incorporados. El televisor aparecerá en el futuro con regularidad en sus cuadros, instalaciones, esculturas y assemblages. Los televisores que emiten su programación muestran la actualidad. De esa manera, dicha actualidad siempre es un factor presente en las obras de Vostell con televisor.

## Hormigón, plomo y oro
Desde los años 60 Vostell trabajó con hormigón. No solamente usó el hormigón para sus esculturas, sino que lo empleó también en forma líquida, como si fuera pintura, para cuadros y dibujos. Combinó el hormigón líquido con pintura acrílica y carboncillo. Cuerpos o sus partes en formas cuadradas o rectangulares que asemejan bloques de hormigón se encuentran en muchos
de sus cuadros y dibujos. Asimismo trabajó con plomo líquido, que usaba combinándolo con hormigón líquido, con pintura acrílica y carboncillo. Además, el artista empleó en sus cuadros pan de oro, que aplicaba directamente al lienzo, consiguiendo así un estilo particular.

## Citas
- "Arte = Vida = Arte". 1961

- "Los eventos son armas para politizar el arte". 1970

- "Declaro que la paz como la mayor obra de arte". 1979

- "Todo hombre es una obra de arte". 1985

## Obras seleccionadas
- Korea Massaker, 1953, gouache
- Zyklus Guadalupe, 1958

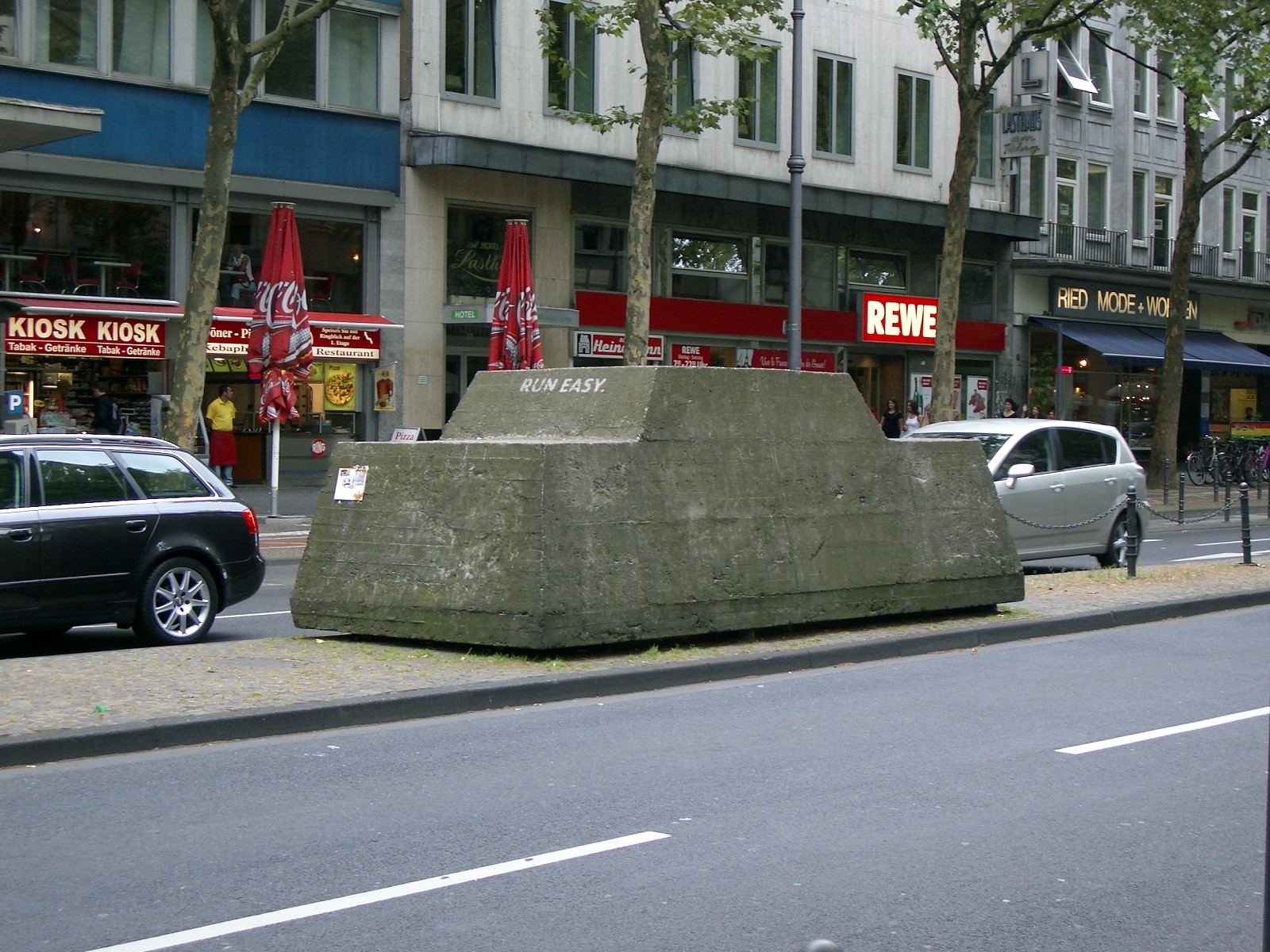
Wolf Vostell, Ruhender Verkehr, Colonia, 1969

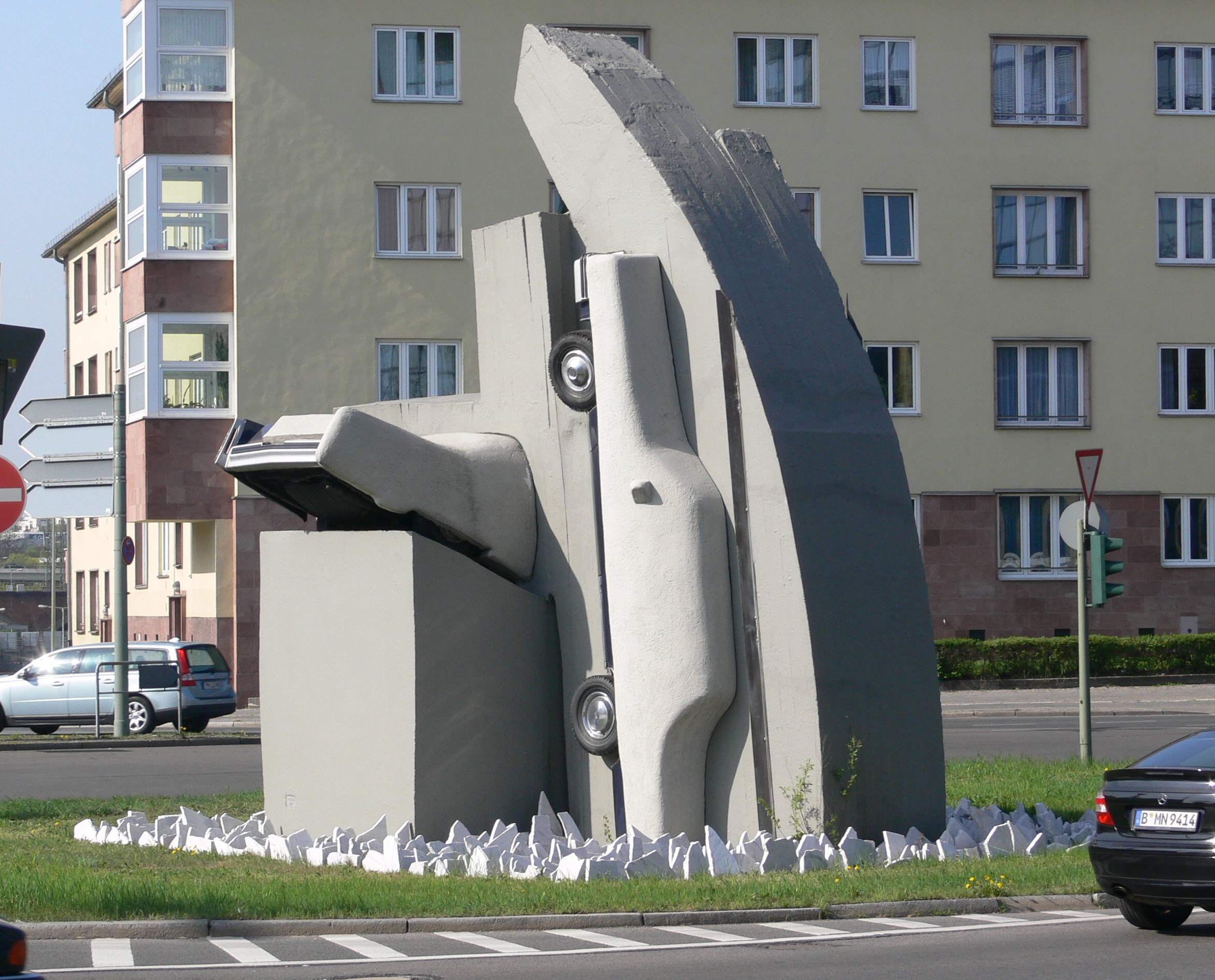
Wolf Vostell, Dos Cadillacs en hormigón en forma de la Maja desnuda, 1987, Berlín, Rathenauplatz.

- Das schwarze Zimmer (La habitación negra), 1958, instalación con televisión, Berlinische Galerie, Berlín
- Transmigración,[13] I-III, 1958, lienzo con televisión
- Rue de Buci,[14] 1960, Dé-coll/age
- Ihr Kandidat, 1961, Dé-coll/age, Haus der Geschichte der Bundesrepublik Deutschland[15]
- Coca-Cola 1961, Dé-coll/age, museo Ludwig
- Wochenspiegel Beatles, 1961, Dé-coll/age, Saarlandmuseum
- Marilyn Monroe,[16] 1962, Dé-coll/age
- Zyklus Kleenex,[17] 1962, emborronado
- Marilyn Monroe Ídolo,[18] 1963, Dé-coll/age, emborronado
- Sun in your head (Sol en tu cabeza), 1963, vídeo
- 6 TV-Dé-coll/age,[19] 1963, instalación con televisión, Museo Nacional Centro de Arte Reina Sofía
- You, 1964, instalación con televisión
- Wir waren so eine Art Museumsstück, 1964, lienzo, Berlinische Galerie, Berlín
- Kennedy vor Corham, 1964, emborronado
- Goethe Heute, 1967, lienzo técnica mixta, emborronado, Sprengel Museum Hannover
- Hommage an Henry Ford und Jaqueline Kennedy, 1967, instalación, museo Ludwig
- Elektronischer Dé-coll/age Happening Raum 1968, instalación con televisión, Neue Nationalgalerie, Berlín
- Hours of fun, 1968, Dé-coll/age, emborronado Berlinische Galerie Berlín
- Miss America,[20] 1968, emborronado museo Ludwig
- Jetzt sind die Deutschen wieder Nr. 1 in Europa, 1968, técnica mixta, Germanisches Nationalmuseum, Bonn
- B-52 - Lippenstift Bomber,[21] 1968
- Ruhender Verkehr, 1969, escultura, Colonia
- Radar Alarm F., 1969, escultura
- Heuschrecken, 1970,[22] lienzo con camera de video y monitores, Museum Moderner Kunst Stiftung Ludwig Wien, Vienna
- Concrete Traffic, 1970, escultura, Chicago
- Auto-Fieber,[23] 1973, escultura,[24] Museo Vostell Malpartida
- Zykus Mania, 1973
- VOAEX (Viaje de (H)ormigón por la Alta Extremadura), 1976, escultura, Museo Vostell Malpartida[25]
- Meine Kämme sind aus Zucker (Mis peines son de azúcar), tríptico, 1980[26]
- Die Winde,[27] 1981, escultura con televisión,[28]
- Die Steine, 1981, tríptico assemblage lienzo
- Taxistand, 1983, lienzo tríptico
- Beton Tango, 1985, lienzo
- Milonga, 1986, lienzo
- Zyklus Majas, 1986 lienzos
- Mythos Berlin, 1987, lienzo con televisión, Museo Vostell Malpartida
- Zwei Beton-Cadillacs in Form der nackten Maja, escultura, 1987, Rathenauplatz, Berlín
- La Tortuga, 1988, escultura, Marl
- Schule von Athen, 1988, lienzo, tríptico, Rheinisches Landesmuseum Bonn
- Tauromaqia mit BMW Teil, 1988, lienzo técnica mixta
- 9. November 1989 Berlin, 1989, lienzo con televisión
- Zyklus Der Fall der Berliner Mauer, 1989, lienzo técnica mixta
- Berlin, 1990, tríptico assemblage con televisión
- Le Choc, 1990, lienzo con televisión técnica mixta
- Auto-TV-Hochzeit, 1991, escultura con televisión, Zentrum für Kunst und Medientechnologie[29]
- Kafkas Boot,[30] 1991, escultura
- Zyklus Weinende, Homenaje a Ana Frank, 1992, hormigón, plomo líquido
- Arc de Triomphe N°1, 1993, lienzo assemblage
- A-Z, 1995, assemblage, Museo Extremeño e Iberoamericano de Arte Contemporáneo
- Drei Grazien auf dem Weg zum Ende des XX. Jahrhunderts, 1995, lienzo
- Jesus mit TV Herz, 1996, lienzo con televisión
- Shoah 1492-1945, 1997, lienzo técnica mixta tríptico
- Maja azul I, 1997, lienzo
- Ritz, 1998, lienzo assemblage con televisión

## Literatura seleccionada
- Wolf Vostell. Phaenomene, Galerie Block, Berlín, 1965.
- Vostell. Bilder. Verwischungen, Happening Notationen 1961-1966, Colonia, 1966.
- Wolf Vostell. Dé-coll/agen, Verwischungen 1954–1969. Edition 17, Galerie René Block, Berlín 1969.
- Wolf Vostell. Elektronisch, Neue Galerie im Alten Kurhaus, Aachen, 1970.
- Wolf Vostell. Mania, Galerie van de Loo, Múnich, 1973.
- Vostell. Retrospektive 1958 – 1974. Neue Nationalgalerie Berlín, Staatliche Museen Preußischer Kulturbesitz, Berlín, 1974.
- Vostell. Environments / Happenings 1958-1974, Arc2, Musée d'art Moderne de la Ville de Paris, 1975.
- Wilhelm Salber. Das Ei als mediengrammatik zum documenta-projekt von Vostell, Kassel, 1977.
- Wolf Vostell, Museum am Ostwall, Dortmund, Kestner-Gesellschaft, Hannover, Centro Miró, Barcelona, 1977.
- Vostell. Fluxus Zug. Das mobile Museum. 7 Environments über Liebe Tod Arbeit, Berlín, 1981.
- Wolf Vostell. Katalog, Musée d'art moderne et contemporain de Strasbourg, 1985.
- Vostell. Das plastische Werk, 1953-87, Mult(H)ipla, Mailand, 1987.
- Vostell. Galerie Lavignes-Bastille, Paris, 1990, ISBN 2-908783-00-2
- Vostell. Retrospektive, Rolf Wedewer, Bonn; Colonia; Leverkusen; Mülheim an der Ruhr; Mannheim, 1992, ISBN 3-925520-44-9
- Vostell. Dipinti 1954–1991. Werkkatalog und Katalog der Ausstellung im Palazzo delle Esposizioni, Roma, 1992.
- Vostell. Extremadura, Asamblea de Extremadura, 1992, ISBN 84-87622-07-0
- Wolf Vostell. Leben = Kunst = Leben, Kunstgalerie Gera, E.A. Seemann, 1993, ISBN 3-363-00605-5
- Wolf Vostell in nordrheinwestfälischen Sammlungen, Kulturabteilung Bayer AG, Leverkusen, 1997.
- Wolf Vostell. Automobile. Pablo J. Rico. Wasmuth Verlag, Tübingen 1999, ISBN 3-8030-3093-5
- Vostell. I disastri della pace / The Disasters of Peace, Varlerio Dehò, Edizioni Charta, Milano 1999, ISBN 88-8158-253-8
- Wolf Vostell. La Caída del Muro de Berlín. Museo Vostell Malpartida, 2000. ISBN 84-7671-583-8
- 10 Happenings de Wolf Vostell, José Antonio Agúndez García, Editora Regional de Extremadura, 2001, ISBN 84-7671-510-2
- Wolf Vostell. Televisión, Galería Miejska Arsenal w Poznania, Polonia, 2002, ISBN 83-88947-05-2
- Wolf Vostell. Museo Vostell Malpartida, MVM, Catálogo, 2002, ISBN 84-7671-697-4
- Wolf Vostell. Giacomo Zaza, La Nuova Pesa, Roma, 2004, ISBN 2-9519858-4-3
- Wolf Vostell, María del Mar Lozano Bartolozzi, Editorial Nerea, Serie Arte Hoy, 2005, ISBN 978-84-89569-38-6
- Wolf Vostell. Die Druckgrafik. Dr. Wolfgang Vomm, Prof. Dr. Wulf Herzogenrath u. José Antonio Agúndez García, Städtische Galerie Villa Zanders in Zusammenarbeit mit dem Galerie + Schloßverein e.V. Bergisch Gladbach 2006, ISBN 3-9810401-0-4
- sediment: Wolf Vostell, auf Straßen und Plätzen durch die Galerien Mitteilungen zur Geschichte des Kunsthandels, Heft 14/2007. Zentralarchiv des internationalen Kunsthandels, Verlag für moderne Kunst, Nürnberg, ISBN 978-3-939738-61-9
- Wolf Vostell. Meine Kunst ist der ewige Widerstand gegen den Tod. LVR-Landes Museum Bonn, 2007. ISBN 978-3-9811834-0-5
- Wolf Vostell. Mon art est la résistance éternelle á la mort. Carré d´Art-Musée d´Art Contemporain de Nimes, 2008, ISBN 978-2-915639-88-9
- Wolf Vostell. Impresiones. La Colección de obra gráfica del Archivo Happening Vostell. Museo Vostell Malpartida, 2008, ISBN 978-84-9852-073-6
- Wolf Vostell. Dé-coll/age, Editorial Pintan Espadas No.10, 2008, ISBN 978-84-7796-165-9
- Das Theater ist auf der Straße, Die Happenings von Wolf Vostell. Museum Morsbroich Leverkusen. Museo Vostell Malpartida, Kerber Verlag, 2010, ISBN 978-3-86678-431-4
- Wolf Vostell. Artista Europeo, Mudima Edizioni, Milano, 2010, ISBN 978-88-96817-04-9
- Mi vida con Vostell, un artista de vanguardia, Mercedes Guardado. Editorial La Fábrica, Madrid, 2011, ISBN 978-84-92841-91-2
- Dé-coll/age und Happening. Studien zum Werk von Wolf Vostell, Ludwig, Kiel, 2012, ISBN 978-3-86935-145-2
- Carteles. Wolf Vostell. Museo Vostell Malpartida 2013, ISBN 978-84-9852-359-1
- Klaus Gereon Beuckers, Hans-Edwin Friedrich und Sven Hanuschek: dé-coll/age als Manifest, Manifest als dé-coll/age. Manifeste, Aktionsvorträge und Essays von Wolf Vostell. neoAvantgarden, Bd. 3, edition text + kritik: Múnich 2014, ISBN 978-3-86916-260-7
- Beuys Brock Vostell. Aktion Demonstration Partizipation 1949-1983. ZKM - Zentrum für Kunst und Medientechnologie, Hatje Cantz, Karlsruhe, 2014, ISBN 978-3-7757-3864-4.[31]
- Dick Higgins, Wolf Vostell. Fantastic Architecture. Primary Information, 2015, ISBN 978-0990-6896-07
- Wolf Vostell, Seismograph seiner Epoche, Werke 1952-1998. Editor David Vostell, LB Publikation, The Wolf Vostell Estate, 2016
- Javier Cano Ramos, Wolf Vostell, Más allá de la catástrofe. Dirección General de Bibliotecas, Museos y Patrimonio Cultural, 2016, ISBN 978-84-9852-475-8
- Vostell. Stills. Rooster Gallery New York, The Wolf Vostell Estate, 2016

## Algunas exposiciones

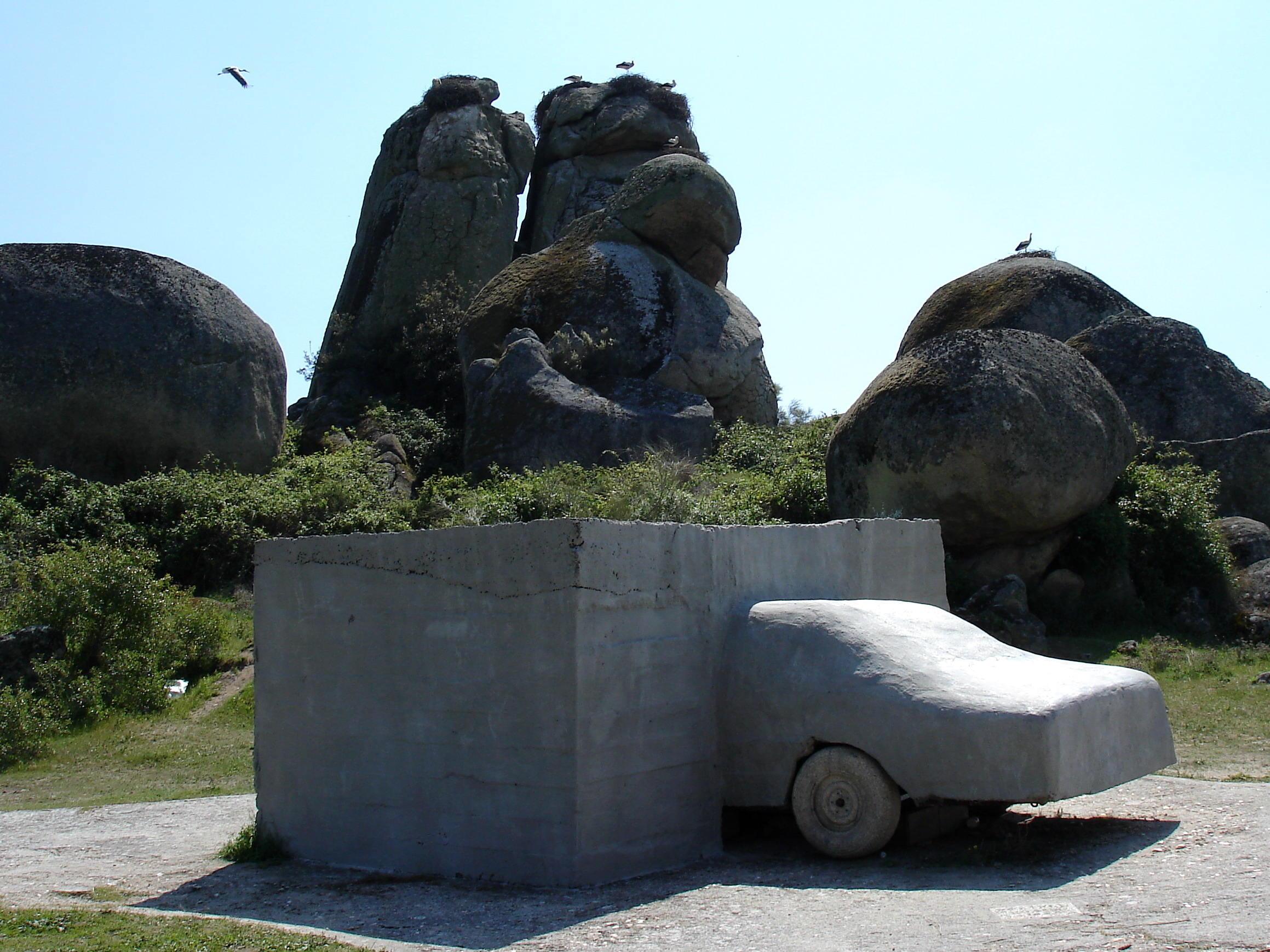
Wolf Vostell, VOAEX (Viaje de (H)ormigón por la Alta Extremadura), 1976, Los Barruecos, Museo Vostell Malpartida.

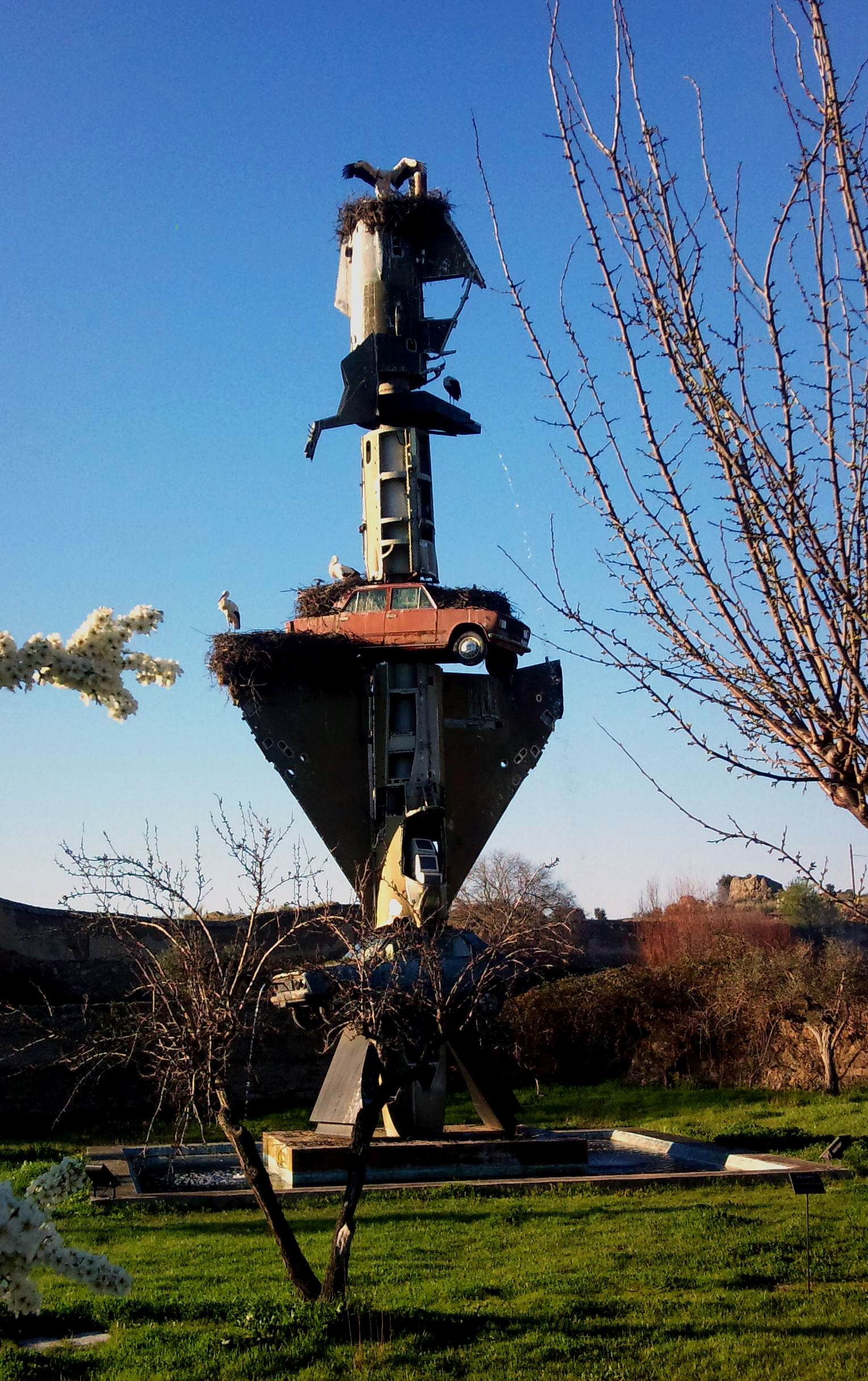
Wolf Vostell, ¿Por qué el proceso entre Jesús y Pilatos duró solamente dos minutos? 1996. Museo Vostell Malpartida (Malpartida de Cáceres).

- 1966: Bilder, Verwischungen, Happening-Notationen 1961-1966, Kölnischer Kunstverein, Colonia.
- 1970: happening & fluxus, Kölnischer Kunstverein, Colonia.
- 1970: Wolf Vostell. Elektronisch, Neue Galerie im Alten Kurhaus, Aachen.
- 1974: Retrospektive, Neue Nationalgalerie, Berlín.
- 1974: Retrospektive, Musée d’Art Moderne de la Ville de Paris.
- 1977: Wolf Vostell, Museum am Ostwall, Dortmund, Kestner-Gesellschaft, Hannover, Centro Miró, Barcelona.
- 1977: documenta 6, Kassel.
- 1978: Bilder 1959–1974, Museo de Arte Contemporáneo, Madrid.
- 1980: Bilder 1959–1979, Kunstverein Braunschweig.
- 1981: Fluxus Zug, Nordrhein-Westfalen.
- 1982: Die gesamte Druckgrafik, Bibliothèque National de France, Paris.
- 1985: Wolf Vostell, Musée d'art moderne et contemporain de Strasbourg, Strasbourg.
- 1992: Retrospektive, Rheinisches Landesmuseum Bonn, Josef-Haubrich-Kunsthalle, Colonia, Kölnisches Stadtmuseum, Museum Morsbroich Leverkusen, Städtische Kunsthalle Mannheim.
- 1992: Vostell. Dipinti 1954–1991. Palazzo delle Esposizioni, Roma.
- 1992: Vostell. Extremadura, Asamblea de Extremadura, Mérida.
- 1997: Wolf Vostell in nordrheinwestfälischen Sammlungen, Kulturabteilung Bayer AG, Leverkusen.
- 2006: Die gesamte Druckgrafik, Kunsthalle Bremen.
- 2007: Wolf Vostell. Meine Kunst ist der ewige Widerstand gegen den Tod, Rheinisches Landesmuseum Bonn.
- 2008: Wolf Vostell. Mon art est la résistance éternelle á la mort, Carré d´Art-Musée d´Art Contemporain de Nimes.
- 2010: Das Theater ist auf der Straße, Die Happenings von Wolf Vostell. Museum Morsbroich Leverkusen.
- 2010: Wolf Vostell Artista Europeo. Fondazione Mudima, Milano
- 2013: Wolf Vostell. Endogen Depression. Gallery The Box, Los Ángeles.[32]
- 2014: Beuys Brock Vostell. Aktion Demonstration Partizipation 1949-1983. ZKM - Zentrum für Kunst und Medientechnologie, Karlsruhe.
- 2014: Wolf Vostell. Endogen Depression. Galerie Anne de Villepoix, Paris.[33]
- 2017: Wolf Vostell. Berlin-Fieber. We Gallery, Berlin.
- 2017: Wolf Vostell zum 85. Geburtstag – Skizzen und Skulpturen. Museum Fluxus+, Potsdam
- 2017: Vostell Concrete 1969-1973. Smart Museum of Art, The University of Chicago.
- 2018/2019: Wolf Vostell, Vida=Arte=Vida, Museo de Arte Contemporáneo de Castilla y León[34]

## Películas sobre Wolf Vostell
- 1966: Kunst und Ketchup, de Elmar Hügler.
- 1967: Wolf Vostell und Hansjoachim Dietrich-Hommage an Henry Ford, de Manfred Montwé.
- 1968: Wolf Vostell, de Paul Karalus.
- 1969: Vostell und andere oder Lippenstifte für Vietnam, de Paul Karalus.
- 1973: Wolf Vostell - Berlin Fieber, de Ulrike Ottinger.
- 1976: VOAEX, de Ulrike Ottinger.
- 1980: Endogen Depression, de David Vostell.
- 1982: E.d.H.R., Elektronischer dé-coll/age Happening Raum, de David Vostell.
- 1982: Wolf Vostell - Mitten am Rande der Welt, de Jürgen Böttcher.
- 1982: Reisewege zur Kunst, Extremadura, SFB, de Jürgen Böttcher.
- 1983: Wolf Vostell - Miss America, de Hannelore Schäfer.
- 1988: Wolf Vostell. Kunst ist Leben, Leben ist Kunst, de Rudij Bergmann.
- 1991: Der Ruhende Verkehr - Wolf Vostell und das Auto, de Doris Netenjakob.
- 1992: Wolf Vostell, Vostell 60 - Rückblick 92, del WDR.
- 1992: Vostell 60 - Rückblick 92, de David Vostell.
- 1994: Traumziele, Zwischen Berlin und Malpartida - auf den Spuren von Wolf Vostell, de Werner Filmer y Ernst - Michael Wingens.
- 1997: Wolf Vostell, de Rudij Bergmann.
- 2014: Wolf Vostell, Endogen Depression, 1980, de Souvenirs from Earth, Galerie Anne de Villepoix, Paris 2014.[35]
- 2015: Malpartida Fluxus Village, de María Pérez.

## Premios y distinciones
- 1981: Dozent, Internationale Sommerakademie Salzburg
- 1982: Premio Pablo Iglesias, Madrid
- 1990: Medaille de Paris, Paris
- 1992: Ehrenprofessur, Berlín
- 1996: Premio Berliner Bär
- 1997: Premio Hannah Höch
- 1998: Medalla de Extremadura (A título póstumo)
- 1998: Hijo predilecto de Malpartida de Cáceres (A título póstumo)
- 1998: Paseo Wolf Vostell, Malpartida de Cáceres (A título póstumo)
- 2001: Calle Wolf Vostell, Leverkusen, Alemania (A título póstumo)
- 2014: Internationaler Menschenrechtspreis, Dr. Rainer Hildebrandt-Medaille (A título póstumo)